# Ion Petrovici
Ion Petrovici (n. 2/14 iunie 1882, Tecuci – d. 17 februarie 1972, București) a fost un filosof român, eseist, memorialist, scriitor, orator și om politic, profesor la Universitatea din Iași, membru titular al Academiei Române, fost Ministru al Educației Naționale.

## Biografie
Ion Petrovici se naște la 2/14 iunie 1882, la Tecuci, fiu al lui Dimitrie Petrovici și al Ortansei Petrovici, nepoată de soră a poetului junimist Theodor Șerbănescu.
În anii 1892-1899 face studii medii la Colegiul Sf. Sava din București. În toamna lui 1899 se înscrie la Facultatea de Litere și Filozofie din București, având printre profesori pe Titu Maiorescu și pe Nicolae Iorga.
În aceeași toamnă prezintă Teatrului Național din București piesa în versuri O sărutare, care, recomandată de I. L. Caragiale, va fi reprezentată la 21 martie 1900.
Participă în vara anului 1904, ca membru al unei delegații de studenți ai Universității din București, la comemorarea a 400 de ani de la moartea lui Ștefan cel Mare, ce a avut loc la Suceava, în acel timp sub administrație austriacă. În 1904 se licențiază în Filozofie cu dizertația O problemă de filosofie iar un an mai târziu, în iunie 1905, Ion Petrovici devine primul Doctor în Filozofie al unei universități românești cu teza Paralelismul psiho-fizic.
În anul universitar 1905-1906, timp de două semestre, frecventează cursuri de filozofie la Leipzig, audiindu-i pe Wilhelm Wundt și Hans Volkelt, și la Berlin, unde ascultă prelegerile lui Friedrich Paulsen, Wilhelm Dilthey și Alois Riehl.
În noiembrie 1906 este numit conferențiar la catedra de filozofie la Universitatea din Iași iar în 1912 este definitivat ca profesor.
În anii 1923-1926 este decan al Facultății de Litere și Filozofie din Iași.
La sfârșitul lui ianuarie 1932 este invitat la Sorbona și la "Academia de Științe morale și politice" din Paris, unde prezintă comunicările La Nationalité en Philosophie și respectiv L'Idée de néant. Stabilește legături de colaborare cu André Lalande și Paul Gaultier.
Din inițiativa lui a fost amenajată în 1943 Rotonda scriitorilor din Parcul Cișmigiu din București. A fost președinte al Consiliului de Administrație al Societății Române de Radiodifuziune până la 5 decembrie 1941.
Cu siguranță, altul ar fi fost destinul postum al operei lui Ion Petrovici, dacă după 23 august 1944, în plină forță creatoare, la începutul marilor epurări politice efectuate sub regimul comunist, nu ar fi fost arestat și deținut până în 1964, când este eliberat împreună cu alți deținuți politici, la o vârstă la care nimeni nu mai poate reface traseul unei gândiri ce s-a dorit consecventă cu ea însăși.
La 17 februarie 1972, aproape nonagenar, Ion Petrovici, ultimul mare reprezentant al școlii maioresciene din gândirea românească, se stinge din viață la București.
În domeniul filozofiei, Ion Petrovici a avut contribuții originale prin cercetările sale de logică privind teoria noțiunilor și prin concepția sa metafizică, ce așeza la un loc credința și rațiunea.
Ion Petrovici a fost, în perioada interbelică, cel mai cunoscut filozof român în străinătate. Timp de decenii a fost colaboratorul constant al celor mai prestigioase reviste de filozofie din Franța și Germania, fiind invitat, nu de puține ori, să conducă lucrări ale congreselor internaționale.

## Activitatea politică
Ion Petrovici a făcut parte din Partidul Conservator-Democrat, Partidul Poporului, alăturându-se  lui Octavian Goga în Partidul Național Agrar, Partidul Național Creștin.
Ion Petrovici a fost numit de mai multe ori ministru:
- 1921 - ministrul lucrărilor publice;
- 1926-1927 - ministrul instrucțiunii publice;
- 1937-1938 - ministrul culturii naționale în guvernul naționalist prezidat de Octavian Goga;
- 4 decembrie 1941 - 1944 - ministru secretar de stat la Departamentul Culturii Naționale și al Cultelor în guvernul lui Ion Antonescu.[3]

La 19 ianuarie 1949 a fost condamnat la 10 ani temniță grea pentru susținerea regimului antonescian. În 1998, Curtea Supremă de Justiție  a consemnat retragerea recursului cu privire la decizia juridică de condamnare din 19 ianuarie 1949.

## Onoruri
A fost ales membru corespondent al Academiei Române la 7 iunie 1927 și membru titular la 24 mai 1934. A rostit discursul de recepție la 28 mai 1935, cu tema „Alexandru Philippide în evoluția culturii române”.
A fost membru de onoare al Academiei de Științe din România începând cu 5 iunie 1943.

## Selecțiuni din operele filozofice

### În limba română
- O problemă de filosofie, Editura Socecu, (1904)
- Paralelismul psihofisic, Atelierele Grafice Socecu, București, (1905)
- Rolul și însemnătatea filosofiei (1907)
- Cercetări filosofice, Tipografia Dacia Iliescu Grossu, Iași, (1907)
- Teoria noțiunilor. Studiu de logică, Tip. Dim. C. Ionescu, (1910)
- Noi cercetări filosofice, Iași, (1911)
- H. Poincaré (ca filosof), Iași, (1911)
- Probleme de logică, Iași, (1911)
- Curs de logică. Vol I, Logica formală [Metodologie], Rezumat după cursul Dlui Profesor Ioan Petrovici, litografiat, [Iași], (1916)
- Probleme de logică, Ediția a II-a, cu adăugiri, Iași, (1923)
- Teoria noțiunilor, Ediția a II-a, București, (1924)
- Introducere în metafizică, București, (1924)
- Studii istorico-filosofice, București, (1925)
- Cercetări filosofice, Ed. II-a, București, (1921)
- Probleme de logică, Ed. III-a, Editura Casei Școalelor, București, (1928)
- Introducere în metafizică, Ed. a II-a completată, București, (1929)
- Studii Istorico-Filosofice. H. Poincaré (ca filosof), Alfred Fouillée, H. Spencer și problema cunoștinței, Ed. a II-a completată, București, (1929)
- Comemorarea lui Hegel, Coferință, Vălenii de Munte, (1931)
- Titu Maiorescu, 1840-1917, Editura Casei Școalelor, București, (1931)
- De-asupra sbuciumului, București, (1932)
- Puterile culturii, Conferință, Ed. I, București, (1933)
- Logica. Manual pentru clasa VII-a liceală, în colaborare cu Ioan F. Bricescu, Ed. "Librăria Academică", București, (1935)
- Viața și opera lui Kant. 12 lecții universitare, București, (1936)
- Schopenhauer”, Ed. Librăriei "Universala Alcalay, București, (1937)
- Determinismul și indeterminismul în lumina criticei filosofice, București, (1938)
- La un secol și jumătate dela nașterea lui Schopenhauer, București, (1938)
- Dicolo de zare. Problema supraviețuirii în cadrul criticii filosofice, Conferință, București, (1940)
- La centenarul lui Titu Maiorescu, București, (1940)
- Titu Maiorescu, 1840-1917, București, (1940)
- La centenarul morții lui Herbart, București, (1942)
- Studii istorico-filosofice, Serie nouă, București, (1943)
- Viața și opera lui Kant, Ed. 2, [București], Casa Școalelor, (1944)
- În jurul unui aforism al lui Titu Maiorescu,  București, (1947)
- Un prieten al României, filosoful Leon Brunschwigc, București, (1947)
- Spiritul filosofic în comparație cu spiritul științific, Editura Academiei, București, (1972)

### Apariții postume
- Introducere în metafizică, Editura Agora, Iași, (1992)
- Douăsprezece lecții universitare despre Immanuel Kant, Editura Agora, Iași, (1994)
- Schopenhauer. Viața și opera, Garamond International, București, [1995] (1995)
- Schopenhauer. Monografie istorico-filozofică, Eurosong & Book, București, (1997)
- Din cronica filosofiei românești, Institutul European, Iași, (2005)

### În alte limbi
- Kant und das rumänische Denken (1927)
- La nationalité en philosophie (1932)
- L'idée du Néant, Paris, (1933)
- Réflexions sur l'inconséquence (1934)
- La connaissance humaine et le transcendent (1937)
- La philosophie du compromis (1937)
- Zum 150 Geburtstage Schopenhauer Heidelberg, (1939)

## Literatură, memorialistică, impresii de călătorie, discursuri
- Un colț de viață, București, (1902)
- Văzute și trăite, Ed. "Adeverul", București, f.a.
- Amintiri universitare, Alcalay, [București], (1920)
- Simțiri rostite. Discursuri și însemnări, Alcalay Calafeteanu, (1922)
- Raite prin țară (1926)
- Momente solemne, București, (1927)
- Felurite probleme și oameni. Evenimente. Note de drum, București, (1928)
- Impresii din Italia, vol. I, II, București, (1930-1938)
- Peste hotare, Editura Casei Școalelor, București, (1931)
- Rotocoale de lumină. București, (1934)
- Alexandru Philippide în evoluție culturii românrști, Discurs, București, (1935)
- Figuri dispărute, București, (1937)
- Amintirile unui băiat de familie, București, (1938)
- O sărutare. Poem dramatic într-un act, București, (1942)
- Momente solemne, Ediție întregită, București, (1943)
- Raite prin țară, Ediție (a II-a) întregită, București, (1944)
- De-a lungul unei vieți, Amintiri, Editura pentru literatură, București, (1966)

### Apariții postume
- Prin meandrele trecutului. Evocări inedite - Pagini memorialistice, Cartea Românească, (1979)
- Însemnări de drum, Editura Sport-Turism, București, (1983)
- Fulgurații literare. Alecsandri, Eminescu, Iorga, Goga, Ed. Ramida, București, (1997)

## Politice
- Expunere de motive (la Proiectul de lege a învățământului secundar) (1926)
- Discurs la adresa de răspuns la Mesajul Tronului, București, (1940)